# 2013年聖地亞哥-德孔波斯特拉火車事故
42°51′34.2″N 8°31′40″W / 42.859500°N 8.52778°W

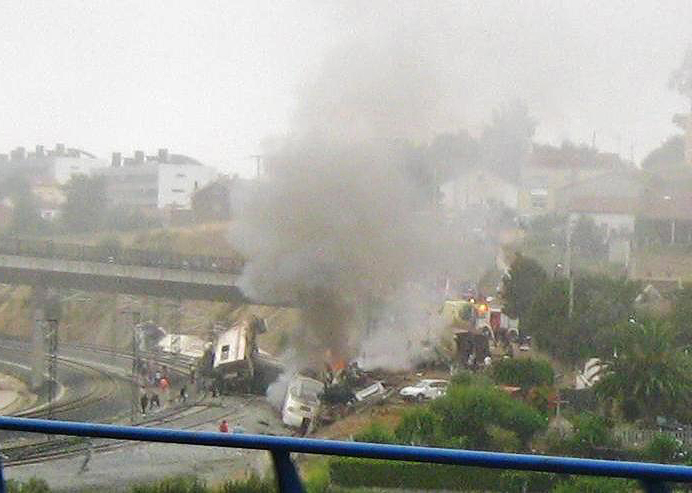
從AP-9高速公路拍攝的事故現場畫面

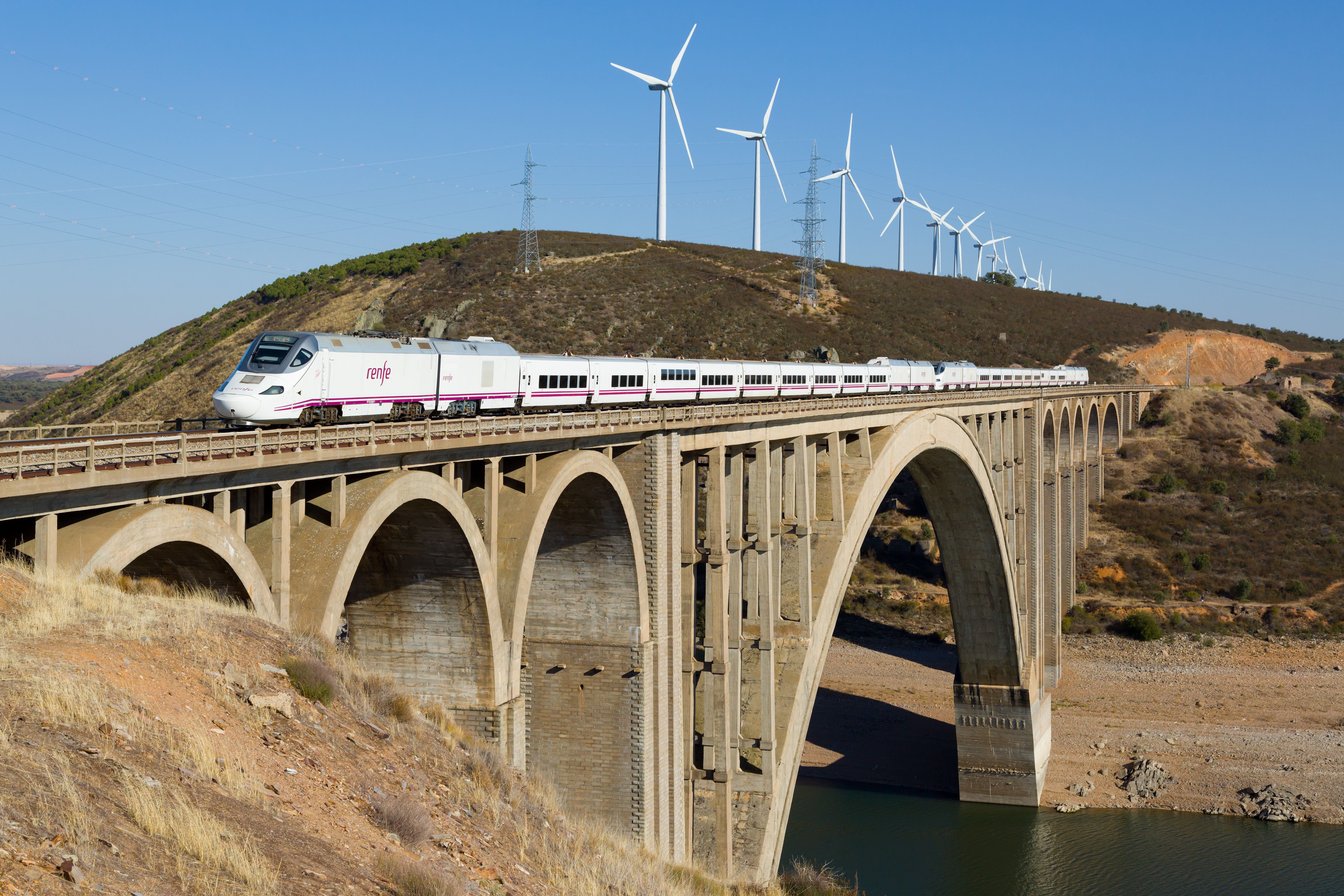
一列型号相同的RENFE 730型號火车

2013年聖地亞哥-德孔波斯特拉火車事故（西班牙語：Accidente ferroviario de Santiago de Compostela de 2013）是指2013年7月24日西班牙的一场火车脱轨事故，造成78人死亡，145人受傷。

## 事件經過
2013年7月24日，一列從西班牙馬德里往聖地亞哥-德孔波斯特拉的西班牙高速铁道AVE Talgo 250动车组列车(编号Alvia 151)，在當地時間20:41（協調世界時18:41）將要進入聖地亞哥-德孔波斯特拉的車站之前，在一個彎道處發生出軌事故。該动车组載有222人，包括218位乘客與4名組員，許多人被困在車廂內。事故發生後，列車在當地時間21:00左右爆炸。
媒體報導，該列車在出事地點時速達180公里，而該段高速鐵路由于有弯道，速度上限僅為時速80公里。該列車的司機也受困於列車中，受到輕傷。媒體報導，該列車的司機表示，火車通過彎道時的時速達190公里。該處彎道是在從Ourense往聖地亞哥-德孔波斯特拉的高速鐵路上，過了80公里長、將近筆直的路線後的第一個彎道。在2011年12月10日該路線通車時，便有列車在通過該彎道時出現搖晃，使得部份乘客失去平衡。事故發生原因是技術問題或人為疏失仍在調查中，司机被扣留问话，他有逾三十年的驾驶经验，并曾经在社交网站上分享超速驾驶火车的照片，但有关照片在事发后被移除。
事故發生後，除了在現場找到的屍體以外，另有7人在醫院死亡。官方統計的死亡人數從最初的80人修正為78人，因為經過比對後發現部份現場找到的屍體屬於同一人。部份死者身份需要DNA鑒定。
西班牙曾發生幾宗多人死亡的列車事故，包括1944年78死（官方數字）、1972年（86死）、2006年7月（43死）及8月（6死）。而這是西班牙自1972以來再次造成至少70人死亡的鐵路事故。1944年的事故中，西班牙國家鐵路的記錄為75人死亡，但當時的佛朗哥政權隱瞞傷亡，實際上應有約500到800人死亡。

## 後續處理
2013年7月25日，西班牙首相馬里亞諾·拉霍伊宣布全國為事故進行3天的哀悼。7月26日，西班牙警方正式逮捕了列車司機，并以誤殺和魯莽駕駛等罪名將其起訴，並於7月28日被法庭判監4年。

## 類似事故

### 超速肇禍
- JR福知山線出軌事故：2005年4月23日發生在日本兵庫縣尼崎市，司機因誤點超速造成列車出軌並撞擊路旁大樓，造成107人死亡，562人受傷。
- 2008年膠濟鐵路列車相撞事故：2008年4月28日發生在中國山東省淄博市膠濟鐵路王村站附近，因鐵路局間調度命令傳遞混亂造成T195次司機員使用的IC卡資料未更新，王村站亦未通知該列車相關限速，加上司機員未確實瞭望，最後在彎道時超速出軌，車廂並侵入對向路線和5034次列車發生衝突，造成72人死亡，416人受傷。
- 2015年費城火車出軌事故：2015年5月12日發生在美國賓州費城附近所發生的重大火車出軌事故。一輛由華府往紐約的188次載客列車，在行經該地時，疑似因轉彎時時速超過100英里（或160公里），導致車速過快而出軌。已知事故至少造成8人死亡，超過200人受傷，其中11人重傷。[15]
- 2018年宜蘭普悠瑪列車出軌事故：2018年10月21日16時50分發生在臺灣鐵路宜蘭線新馬車站附近的普悠瑪自強號列車脫軌事故[16]。該次事故造成全車共有18人死亡[17]，193人受傷[18]。